# Agenzia Alfa
Agenzia Alfa è un'organizzazione immaginaria presso cui lavora Nathan Never, il protagonista dell'omonimo fumetto Bonelli.

## Storia

### La nascita dell'Agenzia Alfa
Nel futuro di Nathan Never, il proliferare del crimine ha portato a promulgare il Callaghan Act, in cui vengono istituite le agenzie di vigilanza, corpi di polizia privati facenti le stesse funzioni della polizia pubblica.
Reiser, ai tempi giovane imprenditore nel campo della musica, fonda l'Agenzia Alfa, in cui decide di assumere individui dal passato burrascoso che vedano nel loro nuovo lavoro un'occasione di riscatto. Per questo motivo, il primo agente ad essere reclutato è Legs Weaver, ex-galeotta, accusata di aver ucciso il proprio marito, seguita a breve da Nathan Never, che ai tempi si era rifugiato in un monastero Shaolin sulla stazione orbitale di Tersicore. Reiser infatti comunica a Nathan che sua figlia Ann è stata ritrovata, è diventata autistica e che lui ne ha perso la potestà. Ann soggiorna adesso nel Synclair Asylum e Nathan, per pagarne la costosa retta, deve accettare di tornare a fare il poliziotto.
A breve, le file degli Agenti Alfa di classe A (ossia i migliori) si allargano: prima con Jack O'Ryan, figlio segreto di Aristotele Skotos (villain della serie, criminale e predicatore religioso) che diventa in questa prima fase abituale compagno di indagini di Nathan, alternandosi con Legs. A breve seguiranno le due sorelle Frayn, April e May Frayn, ex ladre di opere d'arte. La prima, dopo un'avventura con Nathan, si lega sentimentalmente a Jack, mentre la seconda inizia una travagliata storia con Legs. Diventa agente Alfa anche Link, un androide dotato privato delle tre leggi della robotica e quindi in grado di sviluppare una personalità quasi umana (graficamente ispirato al Data di Star Trek). Entrano poi a far parte dell'Agenzia Al Goodman, padre di una numerosa famiglia che, seppur sempre citata negli albi, rimane nascosta al pubblico per diversi anni, e Andy Havilland, cinico e spietato, che inizialmente rappresenta l'antitesi di Nathan, che lavora anteponendo etica, coscienza e senso della giustizia a tutto il resto, mostrandosi agente dalla pistola facile e spesso in preda a forti impulsi violenti.
Sede dell'Agenzia è l'ultimo piano del primo Alfa Building, locato al sesto livello cittadino, sotto il quale si trovano, tra i vari servizi, un museo e un negozio di oggetti antichi, gestito dal robot Mac.
I servizi offerti dall'Agenzia Alfa sono molto costosi, indirizzati quindi ad una certa categoria di clientela. In questa prima fase, i legami tra Agenzia Alfa e politica sono molto scarni o comunque non manifestati esplicitamente. 
Dopo il numero 70, l'organico dell'Agenzia comincia a modificarsi: Jack O'Ryan e April Frayn sono dispersi nello spazio sull'Asteroide Argo, mentre entrano nell'Agenzia Luke Sanders, ex militare che ha collaborato con l'Agenzia Alfa in occasione della Saga di Atlantide, e Branko, un ex terrorista mutato che decide di continuare la sua lotta per i diritti dei mutati senza più uscire dai limiti della legge.

### La Saga Alfa
La Saga Alfa ha posto le basi alle grandi modifiche tuttora in corso nella continuity neveriana, rivoluzionando completamente la struttura dell'Agenzia Alfa. Nel corso della saga, gli agenti Alfa scoprono che Edward Reiser aveva fondato l'agenzia mediante l'appoggio e i finanziamenti parte di un gruppo paramilitare (comandato da Mr. Alfa, come si scoprirà ne 'Il Patto', albo numero 104). Tutte le scoperte scientifiche in cui si sono imbattuti gli agenti Alfa sono state messe a disposizione di Mr. Alfa, che le ha utilizzate senza alcun rispetto di etica e morale. Gli agenti infatti scoprono di essere stati clonati e che i loro cloni, cresciuti seguendo il processo di clonazione accelerata del prof. Odaka e in possesso dei ricordi degli originali, sono usati come carne da macello. Nel frattempo, Reiser viene rapito da un gruppo terroristico, l'Agenzia viene commissariata dal Consiglio di Sicurezza e gli agenti, con i loro cloni, vengono spediti ai livelli bassi dell'Alfa Building per affrontare Mr. Alfa. Nel corso dello scontro, tutti i cloni vengono uccisi e anche Mr. Alfa viene dato per morto, ma l'Alfa Building esplode lasciando al suo posto solo macerie.

### La nuova Agenzia Alfa
Dopo la saga Alfa, Reiser è dato per morto e i misteri inerenti alla nascita dell'agenzia sono venuti alla luce. A capo dell'Agenzia c'è ora Solomon Darver, nominato dal Consiglio di Sicurezza (a capo del quale c'è Nadia Galya, sua amica) che intende usare l'Agenzia come braccio armato al suo servizio: l'Agenzia Alfa si trova invischiata in vicende strettamente collegate alla politica e ai giochi di potere. 
Al posto del vecchio palazzo, è sorto un nuovo Alfa Building, dotato di tutti i più moderni strumenti tecnologici. Nell'agenzia viene reintegrato Sigmund Baginov, che era allontanato dopo la scoperta dei segreti che Reiser condivideva con lui, e vengono inserite le tre gemelle Ross, Harmony, Symphony e Melody, tre pilote eccezionali in grado di pilotare al meglio qualsiasi veicolo. Oltre ai casi ordinari, le vicende più strettamente legate all'Agenzia Alfa seguono due filoni: il primo è la catena di eventi che portano alla guerra contro le stazioni orbitanti, in cui l'Agenzia sventa un tentativo di colpo di Stato da parte delle alte gerarchie militari e in cui i Pretoriani prendono possesso del pianeta Marte. Nel corso di questi eventi, gli agenti Alfa scoprono che Mr. Alfa è ancora in vita. D'altra parte, l'identità di Darver, che Nathan aveva immediatamente sospettato essere in realtà lo stesso Reiser, viene svelata dallo stesso capo dell'agenzia, che ammette di essere Reiser, come conferma il confronto del suo Dna con quello di Reiser conservato nella banca dati dell'Agenzia. Il problema è che il Dna coincide anche con quello del presunto cadavere di Reiser ritrovato subito dopo la saga Alfa. Si scopre in realtà che il vero Solomon Darver era un procuratore corrotto sulla stazione di Urania, ma il mistero sulla vera identità del capo dell'agenzia non è ancora stato svelato. Allo scoppio della guerra contro le stazioni orbitanti, agli agenti Alfa vengono assegnati incarichi per conto del Consiglio di Sicurezza, ad eccezione di Al Goodman (che lascerà l'agenzia alla fine della guerra) e di Andy Havilland, malato, che passerà al servizio di Mr. Alfa, unico in grado di fornirgli le medicine in grado di tenerlo in vita. Alla fine della guerra l'Alfa Building è rimasto in piedi nonostante la caduta di uno spezzone di Urania grazie al suo scudo protettivo, mentre il resto della Città è allo sfacelo. Le file dell'Agenzia sono decimate: oltre ad Havilland e a Goodman, anche Legs abbandona l'agenzia dopo un litigio con Darver, mentre le gemelle Ross e Luke Sanders sono morti su Urania. L'Agenzia, con la morte di Galya, ha perso i suoi appoggi politici, così Darver si avvicina ad Elania Elmore, nuovo capo del Consiglio di Sicurezza, con la quale inizia una proficua collaborazione politica (e più recentemente anche una storia sentimentale). Nell'agenzia vengono inseriti Nicole Bayeux e Thorwald Hoeg, che già collaborava con l'Agenzia. Entrambi però hanno una breve carriera: Thorwald rimane intrappolato sul pianeta Arret nella sua prima missione ufficiale, mentre Nicole rimane prigioniera negli anni '50 nel corso della saga spazio-temporale. L'ultimo acquisto dell'Agenzia Alfa è Betty Hayworth, che dopo poco inizia frequentarsi con Sigmund Baginov.
In coincidenza con la saga spazio-temporale, nasce la filiale eurasiatica dell'Agenzia Alfa, capeggiata da Asjia Heke, mentre Agency, l'agenzia fondata da Legs dopo essersi trasferita a Sandville, collabora con l'Alfa in quelle missioni in cui, per motivi politici, l'agenzia di Darver non può esporsi, diventando così a tutti gli effetti la Squadra Segreta.

## Gli agenti Alfa

### I capi dell'Agenzia
- Edward Reiser: fondatore e primo capo dell'agenzia Alfa, ucciso durante la Saga Alfa da un gruppo terroristico. Sia Nathan Never che Sigmund Baginov sospetteranno che Solomon Darver, il successore di Reiser alla guida dell'agenzia, altri non sia che Reiser stesso.
- Solomon Darver: ex procuratore, è il secondo capo dell'agenzia Alfa. Dopo aver confessato di essere Reiser, al momento la sua vera identità rimane un mistero, perché il suo DNA è esattamente identico a quello del cadavere dell'ex capo ritrovato dopo la sua uccisione. Si dimetterà dalla carica di direttore dell'agenzia Alfa alla fine della Saga della guerra dei mondi, per assumere quella di presidente del Consiglio di sicurezza, in sostituzione della deposta Elania Elmore.
- Elania Elmore: ex presidente del Consiglio di sicurezza, è il terzo direttore dell'agenzia Alfa. Prenderà il posto del dimissionario Solomon Darver (che assumerà la carica di presidente del Consiglio di sicurezza, e con il quale aveva una relazione sentimentale), subito dopo la fine della Saga della guerra dei mondi contro Marte.
- Nathan Never il migliore degli agenti Alfa, diventa direttore dell'agenzia dopo la scomparsa di Elania Elmore e si fa affiancare in questa funziona da Legs Weaver e Sigmund Baginov

### Agenti
- Nathan Never il migliore degli agenti Alfa
- Sigmund Baginov: è il genio informatico dell'Agenzia.
- Branko: uno degli ultimi mutati sopravvissuti e primo agente alfa mutato. Grande amico di Nathan, attualmente è sposato con May Frayn.
- May Frayn: ex ladra diventata in seguito agente Alfa, ex coprotagonista della serie di Legs, con la quale convissuto per anni. Attualmente è sposata con Branko, con il quale ha adottato una bambina mutata, Kay.
- Link: è l'androide dell'Agenzia Alfa. Privato delle tre leggi della robotica ha sviluppato una personalità quasi umana, ridotta dalle modifiche sul suo corpo robotico effettuate da Baginov che lo rendono un robot da guerra spietato.
- Betty Hayworth: uno degli ultimi agenti arrivati in Agenzia, diventerà la moglie di Sigmund Baginov.
- Walkyrie: sono tre ragazze, Tanya, Erika e Monique, in grado di pilotare qualsiasi velivolo dell'agenzia.
- Mendoza: è l'addetto alla manutenzione dei mezzi dell'agenzia Alfa, nonché all'equipaggiamento degli agenti.
- Anthony Olsen: è il segretario personale del nuovo direttore dell'agenzia Elania Elmore.
- Marcus Morrigan: decorato ufficiale dei Proconsoli ed eroe della Guerra dei Mondi, si unisce all'Alfa come istruttore per i nuovi agenti.
- Legs Weaver: Dopo aver abbandonato l'agenzia in seguito alla guerra con le Stazioni Orbitanti, fonda a Sandville una sua nuova agenzia (the Agency). In seguito alla Guerra dei Mondi scioglie la sua squadra e ritorna all'Agenzia Alfa.
- Julius Herschfeld: assunto personalmente da Elania è lo psicologo dell'Agenzia Alfa.
- Ekene Gubler: ultimo arrivo all'Alfa, profiler africana, precedentemente assistente della dottoressa Christine Trust.

### Ex Agenti
- Helen Sheldon: per un breve periodo è stata la segretaria dell'agenzia Alfa, lasciata per incompatibilità con Reiser. Diventata Maggiore del dipartimento militare, è attualmente dispersa nello spazio sull'Asteroide Argo.
- Janine Spengler: è stata la segretaria dell'agenzia Alfa. Lascerà al termine della Saga della guerra dei mondi per rimanere al seguito di Darver al Consiglio di Sicurezza.
- Al Goodman: ha abbandonato l'agenzia dopo la guerra contro le stazioni orbitanti.
- April Frayn: sorella di May. Attualmente dispersa nello spazio sull'Asteroide Argo;
- Jack O'Ryan: figlio di Aristotele Skotos. Attualmente è disperso nello spazio sull'Asteroide Argo.
- Le gemelle Ross Harmony, Melody, Symphony: capaci di pilotare qualsiasi veicolo, sono decedute durante la guerra contro le Stazioni Orbitanti;
- Andy Havilland: durante la guerra con le stazioni spaziali è passato al servizio di Mister Alfa, per il quale ancora lavora.
- Luke Sanders: ex marine, deceduto durante la guerra con le stazioni spaziali;
- Nicole Bayeux: primo acquisto dell'Agenzia Alfa dopo la guerra con le stazioni orbitanti, dispersa negli anni '50 a seguito degli eventi descritti nella Saga spazio-temporale
- Thorwald Hoeg: inizialmente collaboratore dell'Agenzia Alfa in Eurasia, è disperso sul pianeta Arret.
- Yari Kiran: umanoide di origine aliena si unisce temporaneamente all'Agenzia Alfa (anche come mezzo per tenerlo sotto controllo) ma finisce ucciso da Nathan quando emerge il suo lato malvagio

## Le altre Agenzie Alfa
Sezioni distaccate dell'Agenzia Alfa, protagoniste della serie Universo Alfa

### Sezione Eurasia
- Asjia Heke: di origini Maori, è apparsa in più avventure di Nathan Never (di cui è stata amante) prima di diventare capo della sezione eurasiatica dell'Agenzia Alfa.
- Varley: custode del palazzo che è sede della filiale eurasiatica dell'Agenzia Alfa, nonché primo contatto di Asjia con la sua nuova realtà
- Ròka Fisher: ex-poliziotto ed ex-artificiere, con un'ottima conoscenza della chimica ed un passato in prigione per aver ucciso sua moglie e il suo amante, è la prima recluta di Asjia per la filiale eurasiatica.
- Nicholas Sullivan: ex-ladro e dotato di gambe artificiali, è il terzo (e meno volontario) agente Alfa eurasiatico.

### Squadra Fantasma
- Janet Blaise: fisicamente ispirata a Lara Croft, è un ex agente segreto sottoposta durante la guerra con le stazioni orbitanti a terribili esperimenti che hanno sviluppato in lei poteri telecinetici e telepatici. Liberata da Legs, stringe con lei una relazione sentimentale, diventandone la compagna.
- Orson Madoc: ex pirata dello spazio, collabora attivamente con Legs alla creazione di Agency, fornendogli le strutture tecnologiche necessarie.
- Katy: giovane amica di Legs, è di fatto, seppur in via non ufficiale, l'esperto informatico dell'Agency. È stata costretta a seguire nella Città i compagni a seguito della distruzione della base di Sandville. È lei che ha suggerito il nome Squadra Fantasma.

### Generazione Futuro
Le avventure dell'Agenzia Alfa Generazione Futuro sono ambientate nell'anno 2606, secondo il nuovo calendario. L'Agenzia Alfa è il braccio armato del Concilio dell'Equilibrio, che controlla il Sistema Solare in cui nel frattempo l'umanità si è espansa. In questo futuro (che al momento sembra essere congruente con l'attuale continuity neveriana), l'umanità si trova a dover affrontare i temibili Mute. 
- Liam: rocker, oltre che Agente Alfa, è amante del rischio fino a sfiorare l'imprudenza. Sembra possedere i ricordi di Nathan Never.
- Joanna: detta Joe, è decisa ad investigare sulle strane visioni che la perseguitano (visioni che riportano episodi della vita di May Frayn).
- Scout: caratterizzato da un particolare tatuaggio a forma di aquila attorno all'occhio destro, sembra essere l'agente più assennato e responsabile, nonché leader carismatico del gruppo. Sembra possedere i ricordi di Branko.
- Kay: mutata e telepate, non possiede ricordi del suo passato. Si scopre essere Kay, la figlia adottiva di Branko, che è in realtà una creatura psionica immortale che periodicamente si incarna.
- James Cokram: è stato il direttore dell'Agenzia Alfa. Deceduto durante un attacco fatto con gas letali, all'interno dell'agenzia Alfa, da parte di uomini del Concilio dell'equilibrio.
- Phebe: segretaria dell'Agenzia Alfa. Anche lei morirà nel corso dell'attacco all'interno dell'agenzia.
- Alys: Stretta collaboratrice di Cokram.
- John Ballantyne: il nuovo direttore della rinata Agenzia Alfa. Prende il posto di Cokram (con il quale era stato compagno all'accademia militare, e nei servizi segreti) su richiesta della senatrice Barbara West, responsabile affari interni del Consiglio di sicurezza provvisorio.
- Erebron: leader carismatico del Concilio dell'equilibrio. Dopo aver vinto la guerra contro i Mute, la sua sete di potere lo porterà a cercare di estendere la propria influenza su tutto il sistema solare. Per questo motivo darà l'ordine di eliminare l'Agenzia Alfa (che ritiene una potenziale minaccia per i suoi piani), successivamente muoverà guerra contro gli abitanti di Marte che non vogliono sottostare al suo potere. Contrastato dagli agenti Alfa sopravvissuti all'attacco letale all'agenzia, verrà ucciso da Link Oscuro.
- Link: il robot umanoide dotato di cervello biomeccanico, contemporaneo e amico di Nathan Never, che in questo nuovo futuro aiuterà gli agenti Alfa a contrastare il potere di Erebron, capo del Concilio dell'equilibrio.
- Link Oscuro: creato da Link per studiare i lati più umani del suo cervello biomeccanico, il Link Oscuro è il capo dell'esercito delle macchine, all'origine della creazione dei Mute.